# Kara Musa-paša
Kara Musa-paša (тур. Kara Musa Paşa poznat i kao Kapıcıbaşı Musa Pasha; preminuo 1648) je bio osmanski vojnik i državnik bosanskohercegovačkog porekla. Kratko vreme bio je na mestu kapudan-paše (velikog admirala osmanske flote).
Sultan Ibrahim I proglasio je Kara Musu-pašu za velikog vezira, 16. septembra 1647. godine, nakon pogubljenja Salih-paše Nevesinjca. Musa-paša je ovu funkciju obavljao samo 5 dana. Posle toga, preuzeo je mesto guvernera Bagdadskog pašaluka. .

## Biografija
Musa je rođen u selu Vikoč u okolini grada Foče, smeštenog u Bosanskom sandžaku. Rođen je u porodici Vehabegović. Godine 1630. prvi put se sreo sa osmanskim sultanom Muratom IV. Kasnije je postao član Divana (Osmansko vladino veće) i tri puta je biran na mesto zamenika u Budinskom vilajetu. Tamo je 1643. godine Musa dobio donacije za izgradnju Musa-pašine džamije u Novoj Kasabi, u Bosni i Hercegovini.
Tokom rata na Kritu, u kojem je poginuo Koca Musa-paša, Kara Musa-paša je dobio titulu kapudan-paše, 1647. godine. Njegov brak sa Šekerpare Hatun, miljenicom osmanskog sultana, pomogao je ovom unapređenju. U borbi na Kritu, uspeo je da zauzme grad Retimno i naredio je da se lokalna pravoslavna crkva pretvori u džamiju. Džamija koja nosi nosi njegovo ime i danas postoji. Međutim, Musa se nije pokazao dobrim admiralom osmanske flote, te je, nakon nekoliko neuspeha, smenjen sa pozicije kapuden-paše. Sultan je Musu-pašu postavio za novog velikog vezira. Međutim, Musa se u tom trenutku nalazio sa svojom flotom i nije mu stigao pečat kojim se utvrđuje njegov novi položaj. To je iskoristio Hezarpare Ahmed-paša, koji se nalazio na dvoru, i koji je uspeo da ubedi sultana Ibrahima I da promeni svoju odluku.. Tako je, posle samo 5 dana, 21. septembra 1647. godine, Musa-paša smenjen sa mesta velikog vezira. 
U decembru 1647. godine, sultan je Musi dodelio položaj guvernera Bagdadskog pašaluka. Ovu funkciju obavljao je nešto više od godinu dana. Januara 1648. godine vrača se u Carigrad. Nedugo po povratku, vladarka namesnica Haseki Mahpejker Kosem sultanija, poslušala je svoje savetnike i velikog vezira te je naredila pogubljenje Kara Musa-paše..

## Literatura
- Uluçam, Müjdat, "Musa Paşa (Kara)" (1999) Yaşamları ve Yapıtlarıyla Osmanlılar Ansiklopedisi, C.2 s.261, İstanbul:Yapı Kredi Kültür Yayıncılık A.Ş.  975-08-0071-01 неважећи .
- Mehmed Süreyya (haz. Nuri Akbayar) (1996), Sicill-i Osmani, İstanbul:Tarih Vakfı Yurt Yayınları  975-333-0383 C.IV s.522
- Danışmend, İsmail Hami, (2011), İzahlı Osmanlı Tarihi Kronolojisi 6 Cilt, C.5 s.37,  İstanbul:Doğu Kütüphanesi,  9789944397681
- Buz, Ayhan, (2009). Osmanlı Sadrazamları., İstanbul: Neden Kitap,  978-975-254-278-5, say.